# Liste der Bodendenkmäler in Taching am See
Auf dieser Seite sind die Bodendenkmäler in der oberbayerischen Gemeinde Taching am See zusammengestellt. Diese Tabelle ist eine Teilliste der Liste der Bodendenkmäler in Bayern. Grundlage ist die Bayerische Denkmalliste, die auf Basis des Bayerischen Denkmalschutzgesetzes vom 1. Oktober 1973 erstmals erstellt wurde und seither durch das Bayerische Landesamt für Denkmalpflege geführt wird. Die folgenden Angaben ersetzen nicht die rechtsverbindliche Auskunft der Denkmalschutzbehörde.

## Bodendenkmäler der Gemeinde

### Bodendenkmäler in der Gemarkung Taching a.See
| Lage                                 | Objekt | Akten-Nr.     | Bild           |
| ------------------------------------ | --- | ------------- | -------------- |
| Taching a.See (Standort)             | Reihengräberfeld des frühen Mittelalters. Siehe auch: Reihengrab, Mittelalter                                                                          | D-1-8042-0031 |                |
| Taching a.See (Standort)             | Körpergräber des frühen Mittelalters. Siehe auch: Körpergrab                                                                                           | D-1-8042-0032 |                |
| Taching a.See (Standort)             | Villa rustica der römischen Kaiserzeit. Siehe auch: Villa Rustica, Römische Kaiserzeit                                                                 | D-1-8042-0034 |                |
| Taching a.See (Standort)             | Villa Rustica der römischen Kaiserzeit. | D-1-8042-0035 |                |
| Taching a.See (Standort)             | Reihengräberfeld des frühen Mittelalters. | D-1-8042-0037 |                |
| Taching a.See (Standort)             | Brandgräber der römischen Kaiserzeit. Siehe auch: Brandgrab                                                                                            | D-1-8042-0039 |                |
| Taching a.See (Standort)             | Verebnete Grabhügel vorgeschichtlicher Zeitstellung.                                                                                                   | D-1-8042-0098 |                |
| Taching a.See (Standort)             | Verebnete Grabhügel vorgeschichtlicher Zeitstellung.                                                                                                   | D-1-8042-0099 |                |
| Taching a.See Kirchberg 1 (Standort) | Untertägige mittelalterliche und frühneuzeitliche Befunde im Bereich der Katholischen Pfarrkirche St. Peter in Taching a. See und ihres Vorgängerbaus. | D-1-8042-0174 | weitere Bilder |
| Taching a.See (Standort)             | Grabhügel vorgeschichtlicher Zeitstellung. | D-1-8042-0235 |                |
| Taching a.See (Standort)             | Grabhügel vorgeschichtlicher Zeitstellung. | D-1-8042-0236 |                |

### Bodendenkmäler in der Gemarkung Tengling
| Lage                                   | Objekt | Akten-Nr.     | Bild           |
| -------------------------------------- | --- | ------------- | -------------- |
| Tengling (Standort)                    | Burgstall des hohen und späten Mittelalters (Altentörring bzw. Schlossberg). Siehe auch: Burgstall, Burg Törring                                                                   | D-1-7942-0013 | Burgstall      |
| Tengling (Standort)                    | Siedlung vor- und frühgeschichtlicher Zeitstellung. | D-1-7942-0096 |                |
| Tengling (Standort)                    | Verebnete Grabhügel vorgeschichtlicher Zeitstellung. Siehe auch: Hügelgrab | D-1-7942-0108 |                |
| Tengling (Standort)                    | Grabhügel vorgeschichtlicher Zeitstellung. | D-1-7942-0226 |                |
| Tengling (Standort)                    | Turmhügel des hohen oder späten Mittelalters. Siehe auch: Turmhügel Fisching | D-1-8042-0043 |                |
| Tengling (Standort)                    | Reihengräberfeld des frühen Mittelalters. | D-1-8042-0045 |                |
| Tengling (Standort)                    | Burgstall des hohen oder späten Mittelalters. | D-1-8042-0046 |                |
| Tengling (Standort)                    | Reihengräberfeld des frühen Mittelalters. | D-1-8042-0047 |                |
| Tengling (Standort)                    | Villa rustica der römischen Kaiserzeit. | D-1-8042-0048 |                |
| Tengling (Standort)                    | Körpergräber des frühen Mittelalters. | D-1-8042-0049 |                |
| Tengling (Standort)                    | Burgstall des hohen Mittelalters (Tengling). Siehe auch: Burgstall Tengling | D-1-8042-0050 |                |
| Tengling (Standort)                    | Bestattungsplatz mit Kreisgraben vor- und frühgeschichtlicher Zeitstellung. Siehe auch: Kreisgraben                                                                                | D-1-8042-0092 |                |
| Tengling (Standort)                    | Siedlung vor- und frühgeschichtlicher Zeitstellung. | D-1-8042-0096 |                |
| Tengling (Standort)                    | Verebnete Grabhügel vorgeschichtlicher Zeitstellung. | D-1-8042-0097 |                |
| Tengling (Standort)                    | Siedlung vor- und frühgeschichtlicher Zeitstellung. | D-1-8042-0171 |                |
| Tengling (Standort)                    | Siedlung vor- und frühgeschichtlicher Zeitstellung. | D-1-8042-0172 |                |
| Tengling (Standort)                    | Untertägige mittelalterliche und frühneuzeitliche Befunde im Bereich der Katholischen Filialkirche Mariä Himmelfahrt in Burg und ihrer Vorgängerbauten mit aufgelassenem Friedhof. | D-1-8042-0175 | weitere Bilder |
| Tengling (Standort)                    | Untertägige spätmittelalterliche und frühneuzeitliche Befunde im Bereich der Katholischen Filialkirche St. Coloman in Coloman.                                                     | D-1-8042-0177 | weitere Bilder |
| Tengling Obere Dorfstraße 4 (Standort) | Untertägige spätmittelalterliche und frühneuzeitliche Befunde im Bereich der Katholischen Pfarrkirche St. Laurentius in Tengling.                                                  | D-1-8042-0191 | weitere Bilder |
| Tengling (Standort)                    | Ringwall vor- und frühgeschichtlicher Zeitstellung. | D-1-8042-0239 |                |